# Siniaczki
Siniaczki (Claravinae) – podrodzina ptaków z rodziny gołębiowatych (Columbidae).

## Występowanie
Podrodzina obejmuje gatunki występujące w Ameryce.

## Systematyka
Do podrodziny należą następujące rodzaje:
- Claravis Oberholser, 1899 – jedynym przedstawicielem jest Claravis pretiosa (Ferrari-Pérez, 1886) – siniaczek plamisty
- Uropelia Bonaparte, 1855 – jedynym przedstawicielem jest Uropelia campestris (von Spix, 1825) – żółtonóżek
- Paraclaravis Sangster, Sweet & Johnson, 2018
- Metriopelia Bonaparte, 1855
- Columbina von Spix, 1825